# Lee County (Georgia)
Lee County is een county in de Amerikaanse staat Georgia.
De county heeft een landoppervlakte van 921 km² en telt 24.757 inwoners (volkstelling 2000). De hoofdplaats is Leesburg.